# Bertel
Bertel ist als Variante von Bertil ein dänischer männlicher Vorname mit der Bedeutung „strahlend, fröhlich, klug“.

## Namensträger

### Vorname
- Bertel Backman (1905–1981), finnischer Eisschnellläufer
- Bertel Bruun (1937–2011), US-amerikanischer Neurologe, Amateur-Ornithologe und Sachbuchautor dänischer Herkunft
- Bertel Dahlgaard (1887–1972), dänischer Politiker der Radikalen Linken (RV)
- Bertel Haarder (* 1944), dänischer Politiker
- Bertel Lauring (1928–2000), dänischer Schauspieler
- Bertel Storskrubb (1917–1996), finnischer Leichtathlet
- Bertel Thorvaldsen (1770–1844), dänischer Bildhauer

### Familienname
- Christian Bertel (* 1940), österreichischer Rechtswissenschaftler
- Eduard Bertel (1856–1923), österreichischer Fotograf
- Engelbert Bertel-Nordström (1884–1967), schwedischer Zeichner und Maler
- Spitzname von Erik Bertelsen (1912–1993), dänischer Ichthyologe